# Festival Les Enfants terribles de Huy
Le Festival Les Enfants Terribles de Huy a été créé en 2013. Il se déroule au Centre culturel de Huy.

## Histoire
En 2001, le Festival international des écoles de cinéma est créé. Il a pour objectifs de défendre et présenter les courts métrages de jeunes réalisateurs et étudiants en cinéma, belges et étrangers ainsi que de développer à Huy un événement cinématographique dynamique et ambitieux, autour des cinématographies émergentes et de l’éducation à l’image. Le FIDEC, en tant que festival, a connu sa dernière édition en octobre 2012.
L’asbl FIDEC poursuit son action en faveur de la promotion du jeune cinéma. À partir de 2013, elle a mis en place le Festival Les Enfants terribles consacré aux premiers films européens et aux courts métrages. Une compétition courts métrages met en lice une trentaine de films. Plusieurs prix sont décernés par différents jurys: Officiel, Presse, Jeune, Public, ainsi que le Prix de la Trois, le Prix 6néma et le Coup de Cœur 6néma.

## Palmarès

### 1reédition (2013)
- Prix de la Trois: Cyklisten de Dan Anders Carrigan
- Prix du public: La femme qui flottait de Thibault Lang-Willar
- Prix de la presse: Numbers de Robert Hloz
- Prix national du jury jeune: Welkom de Pablo Munoz Gomez
- Prix international du jury jeune: All souls' day de Aleksandra Terpinska
- Prix du Soroptimist: Firebugs de Juliane A. Ahrens
- Mentions du jury officiel: au réalisateur Benoit De Clerck pour The importance of sweet & salt et au comédien Olivier Duval pour son interprétation dans L'Amour bègue de Jan Cazrlewski
- Prix national du jury officiel: Le Cri du homard de Nicolas Guiot
- Prix international du jury officiel: Cyklisten de Dan Anders Carrigan

### 2eédition(2014)
- Prix de la Trois: The Kiosk de Anete Malece
- Prix du jury public: The Chicken de Una Gunjak
- Prix de la presse: Tehran-Geles de Arash Nassiri
- Prix du jury jeune: Reizigers in de nacht de Ena Sendijarevic
- Mention du jury officiel: The Kiosk de Anete Malece
- Prix national du jury officiel: Elena de Marie Le Floc’h et Gabriel Pinto Monteiro
- Prix international du jury officiel: La noche de las ponchongas de Roberto Bueso

### 3eédition(2015)
- Prix de la Trois: Un obus partout de Zaven Najjar
- Prix du jury public: Gameboy de Giancarlo Sanchez
- Prix de la presse: Léa de Erika Calmeyer
- Prix du jury jeune: I remember de Janna Ji Wonders
- Mention du jury officiel: Pulsion Sangrienta de Gerard Tusquellas
- Prix national du jury officiel: De Smet de Wim Geudens et Thomas Baerten
- Prix international du jury officiel: 15 francs, des fleurs et une culotte de Maud Garnier

### 4eédition(2016)
- Prix de la Trois: Il Silenzio de Ali Agsari et Farnoosh Samadi
- Prix du Jury Public: Un grand silence de Julie Gourdain
- Mentions du Jury public : Maman(s) de Maïmouna Doucouré et Du plomb dans la tête de Aurore Peuffier
- Prix de la presse: El Adios de Clara Roquet
- Prix du Jury jeune: Créatures de Camille Mol
- Mention du Jury officiel: Cure de Alice Khol
- Prix national du Jury officiel: ex aequo A l’arraché de Manuelle Nico et Tout va bien de Laurent Scheid
- Prix international du Jury officiel: Maman(s) de Maïmouna Doucouré

### 5eédition(2017)
- Prix de la Trois: In Ayas’ Augen de David Wagner
- Prix du jury public: Approaching de Tereza Pospisilova
- Mentions du jury public: Elsa Houben dans Drôle d’oiseau et Garden Party de Lucas Navarro, Florian Babikian, Vincent Bayoux, Victor Caire, Théophile Dufresne, Gabriel Grapperon
- Prix de la presse: ICE d’Anna Hints
- Mention du jury presse: Garden Party de Lucas Navarro, Florian Babikian, Vincent Bayoux, Victor Caire, Théophile Dufresne, Gabriel Grapperon
- Prix du jury jeune: Calamity de Séverine de Streyker et Maxime Feyers
- Mentions du jury jeune: When demons die de Daniel Rüsebam et Une nuit à Tokoriki de Roxana Stroe
- Prix national du jury officiel: Calamity de Séverine de Streyker et Maxime Feyers
- Mentions du jury officiel: Kapitalistis de Pablo Munoz Gomez et Drôle d’oiseau d’Anouk Fortunier
- Prix international du jury officiel: Une nuit à Tokoriki de Roxana Stroe

### 6eédition(2018)
- Prix de la Trois: Les Misérables de Ladj Ly
- Prix 6néma: Mon père le poisson de Adrien Pavie et Britta Potthoff
- Coup de cœur 6néma: El Buen Hijo de Pablo De Vila Juan Francisco et Ferre Garcia
- Prix du jury public: 5 ans après la guerre de Samuel Albaric, Martin Wiklund et Ulysse Lefort
- Prix de la presse: Ma Planète de Valéry Carnoy
- Prix du jury jeune: Mon père le poisson de Britta Potthoff et Adrien Pavie
- Mentions du jury jeune: Veuillez ne pas tenter d'ouvrir les portes de Baptiste Martin-Bonnaire et Simbiosis Carnal de Rocío Álvarez
- Prix national du jury officiel: Suspension d'audience de Nina Marissiaux
- Mention du jury officiel: La Meilleure manière de Ingrid Heiderscheidt
- Prix international du jury officiel: 5 ans après la guerre de Samuel Albaric, Martin Wiklund et Ulysse Lefort
- Mention du jury officiel: Ra de Sophia Bösch

### 7eédition(2019)
- Prix de la Trois: I was still there when you left me de Marie Mc Court
- Prix 6néma: Homesick de Koya Amura
- Coup de cœur 6néma: La vie de château de Clémence Madeleine Pedrillat et Nathaniel H'limi
- Prix du jury public: Homesick de Koya Amura
- Mention du jury public: La vie de château de Clémence Madeleine Pedrillat et Nathaniel H'limi
- Prix de la presse: Provence de Kato De Boeck
- Prix du jury jeune: Homesick de Koya Amura
- Mention du jury jeune: La vie de château de Clémence Madeleine Pedrillat et Nathaniel H'limi
- Prix national du jury officiel: Le dragon à deux têtes de Paris Cannes
- Mention du jury officiel: Saigon sur Marne de Aude Ha Leplège
- Prix international du jury officiel: Los seis grados de libertad de Sergio H.Martin
- Mention du jury officiel: Brazil de Mathilde Elu